# Averon e Bergela
Averon e Bergela (en francès Avéron-Bergelle) és un municipi francès situat al departament del Gers i a la regió d'Occitània.

## Geografia

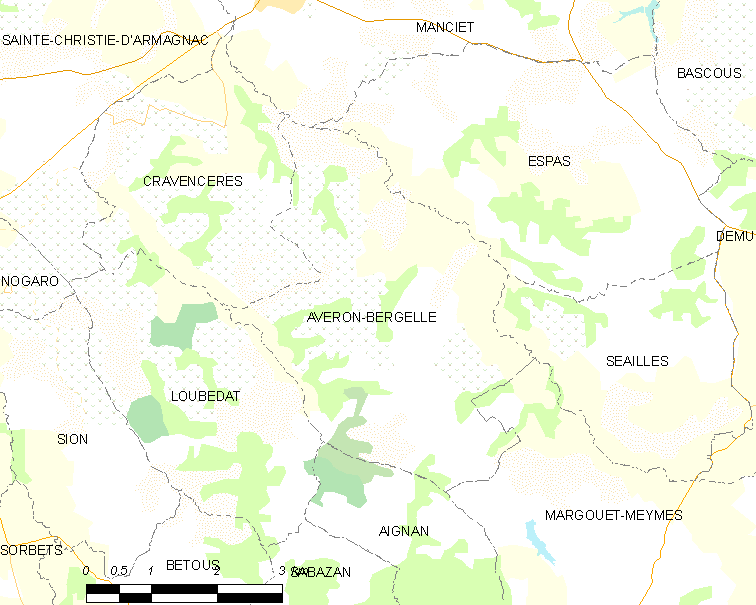
Mapa de la comuna de Averon e Bergela

## Administració i política

### Alcaldes
| Període   | Identitat          | Partit        |
| --------- | ------------------ | ------------- |
| 2001-2014 | Francis Pesquidoux | Divers droite |
| 2014-     | Michel Lartigolle  |               |

## Demografia
| 1962                                       | 1968 | 1975 | 1982 | 1990 | 1999 | 2006 |
| ------------------------------------------ | ---- | ---- | ---- | ---- | ---- | ---- |
| 245                                        | 277  | 233  | 193  | 174  | 176  | 164  |
| Des de 1962: població sense dobles comptes |      |      |      |      |      |      |